# Donald Richie
Donald Richie (Lima, Ohio, 1924 — Tóquio, 19 de fevereiro de 2013) foi um autor estadunidense de nascimento que escreveu numerosos livros sobre a cultura e o cinema japonês. Viveu no Japão por meio século, tendo sido o fornecedor de uma visão compenetrada da cultura japonesa para leitores da língua inglesa.
Morreu em 19 de fevereiro de 2013 aos 88 anos em Tóquio.

## Biografia
Em 1947, Richie foi inicialmente para o Japão com as forças de ocupação norte-americanas, onde ele trabalhou com um grupo de trabalho civil de escritores para o jornal Pacific Star and Stripes, um trabalho que ele viu como uma oportunidade para escapar de sua vida tediosa e maçante em Lima, Ohio. Enquanto estava em Tóquio, ele se tornou fascinado com a cultura japonesa, particularmente o Cinema do Japão. Estava logo escrevendo resenhas para o Star and Stripes. Depois de retornar aos Estados Unidos, ele se alistou na Escola de Estudos Gerais da Universidade Columbia em 1949 e recebeu o seu bacharelado em 1953. Richie então voltou para o Japão trabalhando como crítico de cinema para o Japan Taimuzu e passou muito da segunda metade do século XX vivendo lá. Em 1959, ele publicou seu primeiro livro, The Japanese Film: Art and Industry, co-autorado com Joseph Anderson. Neste livro, Richie faz diferenciações entre as abordagens "representativa" e "apresentativa" do processo de filmagem. Durante este tempo ele também serviu como Superintendente de Filmes no Museu de Arte Moderna de Nova Iorque por vários anos.

## Livros
Muitos dos livros de Donald mostram seu apreço pelas pessoas e pelo cenário do Japão. Entre seus trabalhos mais notórios neste campo estão The Inland Sea, uma viagem clássica e Public People, Priva People, uma visão sobre algumas das mais significantes e mundanas personalidades do Japão. compilou duas coletâneas de ensaios no Japão: A Lateral View e Partial Views. Uma coletânea de seus escritos foi publicada para comemorar os cinquenta anos de análise do Japão: The Donald Richie Reader. The Japan Journals: 1947-2004 consiste de excertos estendidos de seus diários. Em 1991, os cineastas Lucille Carra e Brian Cotnoir produziram uma versão cinematográfica de The Inland Sea, que foi narrada por Richie. Produzido pela Travelfilm Company, o filme ganhou numerosos prêmios, incluindo o de Melhor Documentário no Festival Internacional de Cinema do Hawaii, em 1991. Foi exibido no Festival Sundance de Cinema.
O autor Tom Wolfe descreveu Richie como "o Lafcadio Hearn contemporâneo, um sutil, estiloso e ilusoriamente lúcido médium entre duas culturas que se confundem entre si: a japonesa e a estadunidense."

## Cinema do Japão
A realização mais notória de Richie foi sua análise do cinema do Japão. Desde seu primeiro livro publicado, Richie tem aprimorado não somente a biblioteca de livros que discute, mas o modo que os analisa. Com cada livros subsequente, ele tem se focado menos em teoria de cinema e mais nas condições sobre as quais os filmes foram feitos. Algo que tem permanecido constante através de seu trabalho é a ênfase na natureza "apresentativa" do cinema japonês, em contraste com os filmes "representativos" do Ocidente. Seu livro A Hundred Years Of Japanese Film inclui um guia auxiliar para a disponibilidade dos filmes mencionados no texto. No prólogo deste livro, Paul Schrader diz: "O que quer que seja que nós no Ocidente sabemos sobre o cinema japonês, e como nós sabemos, nós provavelmente devemos a Donald Richie." Richie também escreveu análises sobre dois dos mais renomados cineastas japoneses: Yasujiro Ozu e Akira Kurosawa